# 大菉镇
大菉镇，是中华人民共和国广西壮族自治区防城港市防城区下辖的一个乡镇级行政单位。

## 行政区划
大菉镇下辖以下地区：
大菉社区、大菉村、百里村、坡稔村、那余村、那排村、山中村、米丰村、横路村、那为村、那批村、那蕾村、那米村、德兰村、米中村、那德村和万德村。

## 中国传统村落
2013年8月，那厚村被评为第二批中国传统村落。